# Lista de atletas brasileiros nos Jogos Olímpicos de Inverno de 1998
A lista a seguir discrimina os atletas brasileiros que participaram da Nagano 1998, independentemente de terem logrado êxito na busca por medalhas.
Nos Jogos Olímpicos de Inverno de 1998, os Jogos de Inverno de número XVIII, em Nagano, no Japão, o Brasil participou de sua vigésima Olimpíada, sendo a terceira participação nos Jogos de Inverno, novamente com apenas um atleta do sexo masculino, disputando uma única modalidade de apenas um esporte: o esqui alpino.
Este atleta, Marcelo Aprovian, foi também o porta-bandeira e o chefe da missão brasileira em Nagano. Ele esteve nos Jogos de 1992 apenas como atleta, disputando três provas do esqui alpino (super-G, slalom e slalom gigante), mas no Japão ele disputou apenas o torneio de "super G", ficando na 37.ª colocação.
Subsedes:
Na cidade sede foram realizadas as disputas de hóquei no gelo, patinação artística, patinação de velocidade, patinação em pista curta, bobsled, luge e as cerimônias de abertura e de encerramento. As demais subsedes para os outros esportes foram: Hakuba (esqui alpino, esqui cross-country, combinado nórdico e salto de esqui); Iizuna (esqui estilo livre); Yamanouchi (esqui alpino e snowboard); Karuizawa (curling); Nozawa Onsen (biatlo).
Abaixo segue a relação do esportista brasileiro participante da Nagano 1998.

## Esqui alpino
Masculino
| Atleta          | Modalidade | Rodada 1            | Rodada 2            | Total           | Total           | Referências(s) |
| Atleta          | Modalidade | Resultado Colocação | Resultado Colocação | Resultado final | Colocação final | Referências(s) |
| --------------- | ---------- | ------------------- | ------------------- | --------------- | --------------- | -------------- |
| Marcelo Apovian | super-G    | _                   | _                   | 1:49.43         | 37.°            | [ 6 ]          |